# Маньківське лісництво
Манькі́вське лісництво — структурний підрозділ Уманського лісового господарства Черкаського обласного управління лісового та мисливського господарства.
Офіс знаходиться в селищі міського типу Маньківка Маньківського району Черкаської області.

## Лісовий фонд
Лісництво охоплює ліси всього Маньківського району.
Сюди входить:
- ліс Кабанів, Пуховий ліс, Середній ліс, ліс Ворончик, Великий ліс, урочище Герман.

## Об'єкти природно-заповідного фонду
У віданні лісництва перебувають:
- заповідне урочище Герман
- заповідне урочище Великий ліс